# ブルックリンパーク (ミネソタ州)
ブルックリンパーク（英語Brooklyn Park）は、アメリカ合衆国ミネソタ州のヘネピン郡にある都市。人口は8万6478人（2020年）で、ミネソタ州では6番目に大きな市である。ミネアポリス・セントポール都市圏の北部郊外、ミシシッピ川西岸に位置している。
ブルックリンパークは「Tree City USA」の1つに認定されており、76キロメートルにも及ぶ小道と「Rush Creek Regional Trail」と「Palmer Lake Park」の北側を含む67の公園や、ミシシッピ川の西側に位置するクーンラピッズ・ダム・リージョナル・パークにあるCoon Rapids Damがある街としても知られている。また市内には2つの大学North Hennepin Community CollegeとHennepin Technical Collegeのキャンパスがある。
ブルックリンパークはミネアポリス・セントポール都市圏のベッドタウンとして発展しており、2000年以降に85th Ave.以北のほとんどが開発された事から、2番目・3番目の郊外都市としてみなされているが、まだ開発されていない地域も多く、特に歴史的な1900年代のEidem Homesteadと呼ばれる農場は家族連れや遠足などに活用されている。

## 歴史
かつては「Brooklyn」であったが、1860年に分割され南東側がブルックリンセンターとクリスタルとなった。ミシガンからの開拓者がこの地に町を建設し、ミシガンのブルックリンから名前を付けた。1954年に村に、1969年に市へと施行された。

## 地理
アメリカ合衆国国勢調査局によると、総面積は26.57mi²(68.82km²)で26.07mi²(67.52km²)が陸地で 0.50mi²(1.29km²)が水域である。ミシシッピ川が町の東側の境界を作り、アノーカ郡のクーンラピッズとフリドリーへと広がっている。
州間高速道路94号線と694号線が南側を、アメリカ国道169号線が西側の近くを、州道252号線(北から南へ4.5マイル(7.2km))が東側を、州道610号線が北側を東西に通っており、郡道81号線が市のメイン通りの1つとなっている。

## 人口統計
2010年の国勢調査
- 人口: 75,781人
  - 26,229世帯
    - 18歳以下の子持ちの世帯: 41.0%%
    - 結婚して一緒に住んでいる世帯: 50.7%
    - 旦那がいない女性の世帯: 15.0%
    - 妻がいない男性の世帯: 5.8%
    - 家族がいない世帯: 28.5%
    - 家族すべてが独立している世帯: 22.3%
    - 65歳以上が一人で住んでいる世帯: 5.7%

  - 18,763家族
- 平均世帯構成: 2.88人
- 平均家族構成: 3.40人
- 年齢の中央値: 32.5歳 
  - 18歳以下: 29%
  - 18～24歳: 9.6%
  - 25～44歳: 29.1%
  - 45～64歳: 24.7%
  - 65歳以上: 7.8%
  - 男女比率: 48.9% 対51.1%
- 人口密度: 2,906.8人/mi²(1,122.3/km²)
- 1,067.9mi²(412.3km²)当たり27,841の家屋
- 人種構成
  - 白人: 52.2%
  - アフリカ系: 24.4%
  - ネイティブ・アメリカン: 0.5%
  - アジア系: 15.4%
  - 太平洋諸島系: 0.1%
  - ヒスパニック系およびラテン系: 6.4%
  - その他: 0.1%

## 公園・レクリエーション
Three Rivers Figure Skating ClubがBrooklyn Park Community Activity Centerを運営している
。

## 政治
ブルックリンパークは6人の代議員で構成されており、西区・東区・中央区の3つの選挙区から2名ずつ投票で選ばれる。2018年現在の市長はJeffrey Lundeで2011年4月の特別選挙で選ばれている.
。
ブルックリンパークはミネソタ第3選挙区となっており、アメリカ合衆国下院の議員はErik Paulsen（共和党系)である。州議会の上院の選挙区は36区・40区であり、下院は36B・40Aおよび40Bとなっており、州議会・上院議員はJohn Hoffman (民主党系)と Chris Eaton (民主党系)で、下院議員はIn Mike Nelson (民主党系)、 Debra Hilstrom (民主党系)、Melissa Hortman (民主党系)である。

## 教育
ブルックリンパークには以下の3つの学区がある。
- Osseo Area School District 279,
- Anoka-Hennepin School District 11
- obbinsdale School District 281.

公立高校については以下の4校である。
- Champlin Park High School (Anoka-Hennepin District)
- Cooper Senior High School (Robbinsdale District)
- Osseo Senior High School (Osseo District)
- Park Center Senior High School (Osseo District)

また生徒によっては、ミネソタ州の入学に関する法律に基づき学区以外の公立学校を通う事も可能である。
私立高校として*Maranatha Christian Academyが、カトリック系の学校としてSt. Alphonsus Parish Schoolがあり、2つの大学North Hennepin Community CollegeとHennepin Technical Collegeがある。

## 著名人
- Casey Borer： ドイツ・アイスホッケーリーガのEisbären Berlin の選手
- David Brat: アメリカ合衆国下院のバージニア州第7区の議員
- Ramon Humber： NFLのラインバッカー。Champlin Park High Schoolの卒業生
- Tim Jackman： NHLアナハイム・ダックスの選手。 Park Center High Schoolの卒業生
- Tim Laudner: 元MLBミネソタ・ツインズのキャッチャー。Park Center High Schoolの卒業生
- Dave Lindstrom: MLBデトロイト・タイガースのマイナーリーグ及びテキサス工科大学のマイナーリーグのキャッチャー。 Park Center High Schoolの卒業生
- Pat Neshek: ヒューストン・アストロズのリリーフピッチャー。Park Center High Schoolの卒業生
- Dean Nyquist: 元州議会上院議員
- Kirby Puckett(1960–2006)： 元MLBミネソタ・ツインズのセンター。12年間ツインズで活躍し一時ブルックリンパークに住んでいた。妻のTonyaはブルックリンパーク出身
- Jesse Ventura: 政治家・俳優・作家・退役軍人・プロレスラー。第38代ミネソタ州知事(1999年～2003年)。元ブルックリンパーク市長(1991年～1995年)
- Krissy Wendell： アイスホッケー選手。元アメリカ・女子アイスホッケー代表。女子ソフトボール・女子野球でも活躍し、リトルリーグ・ワールドシリーズにも出場。Park Center High Schoolの卒業生